# Academia Nacional de Medicina
Die Academia Nacional de Medicina (ANM) (deutsch: „Nationale Akademie der Medizin“) ist eine brasilianische Gelehrtengesellschaft mit Sitz in Rio de Janeiro. Sie wurde 1829 als Sociedade de Medicina do Rio de Janeiro gegründet, wurde 1835 in „Academia Imperial de Medicina“ umbenannt und erhielt ihren heutigen Namen 1889, dem Jahr der Ausrufung der Republik. Ihr erster Präsident war Joaquim Cândido Soares de Meirelles. Ihr aktueller Präsident (2011–2013) ist Marcos Fernando de Oliveira Moraes.
Der Akademie ist ein kleines medizingeschichtliches Museum, eine Bibliothek und ein Archiv angeschlossen.

## Publikationen (Auswahl)
- Revista da Academia Nacional de Medicina OCLC 10419756
- Boletim da Academia Nacional de Medicina ISSN 0001-3838
- Anais da Academia Nacional de Medicina OCLC 36118538
- Jornal brasileiro de medicina ISSN 0047-2077